# إيفان ك. فونغ
إيفان ك. فونغ (بالإنجليزية: Ivan K. Fong) هو محامي أمريكي، ولد في 3 أغسطس 1961 في نيويورك في الولايات المتحدة.